# ひよ恋
『ひよ恋』（ひよこい）は、雪丸もえによる日本の漫画作品。『りぼん』（集英社）2009年12月号から2014年12月号まで連載された。

## あらすじ
西山ひよりは、高校に入学して早々交通事故に遭い、入院のため長期間休学していた。12月に高校に復帰するが、とにかく人見知りの激しいひよりは周りの人と上手く話せず、最初のうちはなかなかクラスに馴染めずにいた。しかし、隣の席でクラスの人気者・広瀬結心のおかげで、少しずつクラスメイトと打ち解けていき、学校に行くのが楽しいと感じるようになる。皆よりも一歩遅れて始まった高校生活の中で、ひよりはだんだんと結心に惹かれ始めていった。

## 登場人物
西山 ひより（にしやま ひより）
声 - 竹達彩奈
本作品の主人公。誕生日は3月13日。高校3年生（初登場時は高校1年生）。クラスではひよこに似ていると言われていて、愛称は「ひよりん」。血液型はA型。
人見知りが激しく、気弱な性格の女の子。また少々天然気味。高校の入学式の前日に交通事故に遭い入院。8ヶ月以上たった12月になってようやく初登校を果たした。
当初、クラスに馴染めないでいたが、隣の席だった結心のおかげで打ち解け、それと同時に彼に好意を寄せるようになる。
1年生の時の身長は140cmで、小学生に間違われることも多く、背が低いことにとてもコンプレックスを抱いている。結心との身長差は50cm。
ストーリーが進むにつれ、気弱な面は少しずつ克服されているようで、結心と妃の溝のあった仲を結果的に取り持つきっかけを作ったこともある。
2年生の身体測定で2cm伸びて142cmになったが、結心も2cm伸びたため、結心との身長差は1年生の時と変わっていない。
夏休みに結心と行った花火大会で結心に告白し、付き合うことになったが、2人の関係は告白する前とあまり変わっていない。
結心と付き合い始めてからは前向きになっているようだが、それが原因で幼稚園からの幼馴染の律花と一時期微妙な関係になってしまったことがあった。
なお、不登校ではあったものの家での勉強は真面目にしていたため、勉強の成績は良い方で、成績の悪い結心や夏輝からは頼られている。
広瀬 結心（ひろせ ゆうしん）
声 - 鈴村健一
ひよりのクラスメイトで、ひよりが想いを寄せる男の子。誕生日10月1日。血液型はO型。1年生の時にはひよりの隣の席だった。「ラッキー」というメス犬を飼っている。
明るい性格の人気者で、何事にも積極的なクラスの中心的存在。男女やクラスを問わず、彼がいると自然と人が集まる。誰に対しても気さくに接し、ひよりがクラスに溶け込むきっかけを作った。スポーツが得意で、女子たちにも非常にモテるが、勉強が苦手で絵も下手なのが弱点。
1年生の時から身長が190cmあり、クラスの中でもひときわ目立っていたが、2年生の身体測定ではさらに2cm伸びて192cmになった。
ひよりのことはクラスメイトの1人として大切にしているが、彼女を恋愛対象として見ているかどうかは今ひとつ不明だった。
しかし、夏休みにひよりと行った花火大会でひよりから告白され、「好きです」というひよりの気持ちを受け入れて付き合うことになり、彼女と仲良さげなコウにやきもちを焼くようにもなっている。
長い間、律花とコウが付き合っていると誤解していたが、真相を知ってもやはり2人は付き合った方がいいと言っている。
なお、ひよりのことを最初に「ひよこに似ている」と言い、「ひよりん」という愛称を付けたのは彼である。
中野 律花（なかの りつか）
声 - 藤田咲
ひよりの幼馴染で、ひよりが初登校した際、クラスにただ1人存在した親友。愛称は「りっちゃん」。血液型はO型。ツインテールの髪型が特徴。身長は158cm（単行本設定）。
明るくしっかり者の女の子で、人見知りが激しく気弱なひよりの保護者的な存在。しかし、2年生になってからはひよりとクラスが分かれてしまっている。
おまけの四コマ漫画によると弓道部所属らしいが、本編では部活の様子は描かれていない。
初恋はまだだが、番外編の「私のいちばん好きな人」によると中学時代に男子から告白されたことがある。作中でも「何気にモテそう」と言われるなど美少女である様子。
現在はちょっとした成り行きで、ひよりのクラスメイトのコウと付き合っていることにされている。
人見知りの激しいひよりが気を許している相手ということで、コウを「いい人」と認識しつつある様子。
幼馴染でひよりとずっと一緒にいたがために、彼女が結心と付き合い始めてからは「ひよりを守るのは自分じゃない」と寂しさを感じていたが、後に和解した。
自分の悩みをコウに見抜かれてからは、次第にコウと一緒にいることが多くなっている。
そのせいか、次第にコウに恋心を抱いている様子。しかし、まだひよりにしかそのことは言っていない。
弟がおり、コウに勉強を教えてもらったりしている。
相沢 夏輝（あいざわ なつき）
声 - 三瓶由布子
ひよりのクラスメイト。ショートヘアをしている男っぽい性格の女の子で、結心と共にひよりのボディーガード的な存在。身長は167cm。誕生日は7月8日。血液型はB型。
小さくて可愛い物が好きで、同性のひよりに対して恋愛感情に似た気持ちを抱いている一方、ひよりの恋は積極的に応援している。
結心とは中学生の時から5年間クラスが同じだが、結心に対しては特別な感情はないと言っている。
それどころか、ひよりが結心と付き合い始めてからは、むしろ結心に嫉妬している。
普通の男子以上に男っぽいため、クラスの女子や、女子の後輩からの人気が高く、バレンタインでは結心と共に女子から沢山のチョコをもらっていた。
作中には未登場だが、妹がいるらしい。
三谷 美代子（みたに みよこ）
声 - 三石琴乃
ひよりのクラスの担任教師。愛称は「みったん」。結心は「美代子」と呼ぶこともある。初登場時の年齢は28歳。身長は160cm。血液型はO型。趣味は恋バナと妄想。
常に生徒想いで、生徒たちとの仲は非常に良い。
お人好しな性格で、生徒たちからも面倒なことを勝手に押し付けられて断ることができず、何かと損な役回りが多い女性。
普段はお気楽でのんびりしているが、生徒たちのことでは必要以上に心配性になりがちな一面もある。
生徒たちの恋愛事情には常に興味津々で、恋バナにはすぐに食いつく上に、話を広めて噂の発生源となることもある。
恋人募集中だが、なかなか理想通りの出会いがなく、悩んでいる。
単行本のおまけページでは主役を飾り、出会いがないことや学生時代の恋愛などネタにされている。
田中 弘司（たなか ひろし）
声 - 高橋伸也
ひよりのクラスで学級長を務める優等生タイプの男の子。たまに本作のナレーターのような役をしている。身長は170cm。血液型はA型。
勉強以外のことには無関心な堅物のように見られがちだが多芸で、交渉次第では色々な頼み事を引き受けてくれる。
その他、バレーボールなどのスポーツもそつなくこなし、バレンタインでは1つだけだがチョコをもらっていた（贈り主は不明）。
いつも不透明なメガネをかけていて目の部分が隠れており、クラスメイトにはメガネを外したらかなりのイケメンなのではと噂されている。しかし、最終巻まで素顔が明かされることはなかった。
なお、本作の前に短期連載された『アイからはじまる』にも登場していた。
富永 妃（とみなが きさき）
結心の幼馴染で、名門女子高に通う長身の美少女。身長は171cm。血液型はA型。
趣味はガーデニングとお菓子作りで、特技はバイオリン。
幼い時から結心のことが好きだが、結心からは「大切な幼馴染」としか見られていない。そのため結心と仲の良いひよりに対し、彼女を挑発することもあった。
しかし、彼女は決してひよりに悪意を持っていたわけではなく、むしろひよりを気に入っていた様子。
2年生の時、親の仕事の都合で結心とひよりに別れを告げ、イギリスへ旅立った。
仁戸部 コウ（にとべ コウ）
2年生に進級した際、ひよりの隣の席になった男の子。血液型はAB型。勉強の成績は良くいつも上位のようだが、運動は得意ではなく「もやしっこ」と言われることもある。
男子ながら身長が159cmと低めで、1年生の時はいじめられがちだったという。性格は神経質でやや陰気。クラスメイト達に対しても愛想はあまり良くないが、自身と似たようなタイプのひよりとは何かと関わることが多い。
当初は、同じく小柄だと言う理由で「ひよりと付き合えばいいのに」などとからかわれていたこともあり、彼女のことが気に入らず、辛く当たっていたが、後に和解する。しかし、愛想の悪さはあまり変わっていない。
顔立ちは整っており、中性的な顔つきが特徴。文化祭では強制連行されメイド服姿の女装をさせられたことがある。
前記の通り、とある成り行きが原因で、不本意ながら律花と付き合っていることにされている。律花と並んでいる場面を見る限り、彼女との身長差はあまりない。
見てるところは見てるようで、ひよりが結心と付き合い出してから律花が寂しさを感じていることに唯一気付いており、律花から頼られることが多くなっている。
作中ではひよりを気にし始めている様子が見られ、ひより達と動物園へ行った後で彼女に「好きだ」と告白し、振られた。
その後、律花からの告白をうける。純情な想いに胸を打たれ、曖昧ながらOKした。具体的には書かれてはいないが、付き合っている。東京で一人暮らしをしているが、律花が追いかけて行ったため（押しかけ女房）、半同棲状態にある。
松島 礼奈（まつしま れいな）
2年生に進級した際、結心の隣の席になった女の子。アメリカに1年間留学していた帰国子女で、カールのかかっているポニーテールの髪型が特徴。身長は163cm。血液型はAB型。
非常に社交的で、思ったことを何でもはっきり言うストレートな性格。結心のことを気に入り、何度もアタックをかけているが、結心からはあまり相手にされていない。
ひよりが結心を好きなことは知っているが、ひよりに対する嫉妬や悪意はなく、むしろ結心のことで落ち込みがちなひよりを明るく励ましている。
アメリカに本命の彼氏がいるらしい。
平井 淳平（ひらい じゅんぺい）
声 - 興津和幸
ひよりと結心のクラスメイト。身長は168 cm。血液型はB型。作中での出番が少ない。
結心と仲が良いが、長身の結心と一緒にいると自分が小さく見えてしまうため、たまに結心に嫉妬している。
山内 美沙（やまうち みさ）
声 - 東山奈央
律花のクラスメイト。1年生の時はひよりとも同じクラスだった。ひよりと同じく小柄で、身長は147cm。血液型はO型。髪型はおかっぱ。淳平と同じく作中での出番が少ない。
乃坂 秋穂（のさか あきほ）
3年生に進級した際、ひよりとクラスメイトになった女の子。身長は162cm。血液型はA型。
森 勇太郎（もり ゆうたろう）
律花のクラスの担任をしている男性教師。身長は175cm。血液型はA型。通称は「森セン」。
美代子より年下らしく、美代子からは「森くん」と呼ばれており、彼自身も美代子には敬語を使っている。
乗り物酔いしやすい体質で、男性教師としてはやや頼りない雰囲気があり、生徒に対しても基本的には甘い。
生徒たちからは、美代子の将来の結婚相手になるのではないかと見られており（単行本第10巻の巻末おまけページによる）、最終的に美代子にプロポーズをして「2人で独身を卒業」した。
ぷいぷい
ひよりの飼い猫。愛称は「ぷー」。元々は結心が拾ってきた猫で、結心に非常に懐いているが普段はひよりに全く懐こうとしない。しかし、ひよりが結心のことで落ち込んでいた時に1度だけ懐いたことがある。
当初、ひよりの前ではいつも「ぷいっ」とそっぽを向いていたことから、「ぷいぷい」と名付けられた。

## 書誌情報

### 漫画
- 作：雪丸もえ 『ひよ恋』 集英社 〈りぼんマスコットコミックス〉全14巻[1]

1. 2010年3月15日発売、ISBN 978-4-08-867044-7
2. 2010年7月15日発売、ISBN 978-4-08-867065-2
3. 2010年11月15日発売、ISBN 978-4-08-867083-6
4. 2011年3月15日発売、ISBN 978-4-08-867106-2
5. 2011年7月15日発売、ISBN 978-4-08-867131-4
6. 2011年11月15日発売、ISBN 978-4-08-867153-6
7. 2012年3月15日発売、ISBN 978-4-08-867185-7
8. 2012年7月13日発売、ISBN 978-4-08-867210-6
9. 2012年12月14日発売、ISBN 978-4-08-867238-0
10. 2013年5月15日発売、ISBN 978-4-08-867269-4
11. 2013年10月15日発売、ISBN 978-4-08-867294-6

### 小説
- 著：松田朱夏、原作･イラスト：雪丸もえ 『ひよ恋』 集英社 〈集英社みらい文庫〉全5巻

1. ひより、好きな人ができました! 2013年3月5日発売、ISBN 978-4-08-321142-3
2. ライバルにハラハラ! 2013年7月5日発売、ISBN 978-4-08-321161-4
3. ドキドキの告白 2013年11月5日発売、ISBN 978-4-08-321180-5
4. 両想いってタイヘン!? 2014年6月5日発売、ISBN 978-4-08-321216-1
5. ずっと、いっしょに 2014年9月5日発売、ISBN 978-4-08-321231-4

## アニメ
2010年夏に東京、大阪、名古屋で開催されたイベント「夏ドキッ★りぼんっ子パーティー55」にてオリジナルアニメが上映され、『りぼん』2010年11月号ふろくのDVDに収録。
スタッフ
- 監督 - 長沼範裕
- 脚本 - 金春智子
- キャラクターデザイン・作画監督 - 柴田由香
- 色彩設計 - 片山由美子
- 美術監督 - 竹田悠介、岡本春美
- 撮影監督 - 田中宏侍
- 編集 - 今井大介
- 音響監督 - 岩浪美和
- 音楽 - 山本姫子
- アニメーションプロデューサー - 中武哲也
- アニメーション制作 - Production I.G
- 製作著作 - 集英社

キャスト
- 西山ひより - 竹達彩奈
- 広瀬結心 - 鈴村健一
- 律花 - 藤田咲
- 夏輝 - 三瓶由布子
- みったん - 三石琴乃
- 淳平 - 興津和幸
- 柊 - 内匠靖明
- 田中 - 高橋伸也
- トウコ - 五十嵐裕美
- ハルコ - 平野妹
- 美沙 - 東山奈央